# Port de Pouey le Bon
Le port de Pouey le Bon  est un col de montagne pédestre des Pyrénées qui relie la vallée du Rioumajou en France à la vallée de Bielsa en Espagne. Il est situé au sud de la commune Saint-Lary-Soulan dans le département des Hautes-Pyrénées, et au nord-est de Bielsa dans la province de Huesca.
D'une altitude à 2 716 mètres, il est accessible par le sentier de grande randonnée GR 105 côté français, et le GR 11 côté espagnol.

## Toponymie
Le mot port signifie en gascon « porte » ou « col », c'est le pendant de puerto en espagnol.
En occitan, pouey signifie « monticule ».

## Géographie
Le port de Pouey le Bon donne sur la vallée du Rioumajou au nord, et l'Ibón d'Ordiceto (an) ainsi que la pointe Suelza côté sud. Il est encadré par la pic de l'Espade (2 832 m) au nord-ouest et le port d'Ourdissétou (2 403 m) au sud-est et est situé sur la frontière entre la France et l'Espagne.

### Hydrographie
Le col délimite la ligne de partage des eaux entre le bassin de la Garonne, qui se déverse dans l'Atlantique côté nord, et le bassin de l'Èbre, qui coule vers la Méditerranée côté sud.

## Protection environnementale
Le col fait partie d'une zone naturelle protégée, classée ZNIEFF de type 1 : haute vallée d'Aure en rive droite, de Barroude au col d'Azet.

## Voies d'accès
Côté français, il constitue l'extrémité sud du GR 105 qui part de Saint-Lary-Soulan et traverse toute la vallée du Rioumajou (chemin de la vallée d'Aure). Côté espagnol, on y accède via le GR 11 depuis la vallée de Bielsa à l'ouest, ou la vallée de Chistau à l'est.